# Михаел Шваб
Михаел Шваб (на немски: Michael Schwab) (9 август 1853 г. Манхайм – 29 юни 1898 г. Чикаго) е работнически активист и анархист.

## Биография
По професия е книговезец и през 1872 г. участва в създаването на Съюз на книговезците, а след това се присъединява към Социалдемократическата партия. Той пристига в Чикаго през 1879 г. През 1881 г. и сътрудничи на „Арбайтерцайтунг“ и „Дер верботе“.
През 1883 г. той участва заедно с Оскар Нийбе и Албърт Парсънс в създаването на група на IWPA (Международна асоциация на трудещите се, известна по-късно още като Черния интернационал) (Анархистически интернационал).
Той все пак е арестуван на следващия ден след нападението след срещата на площад Хеймаркет и осъден на доживотен затвор, след това на доживотен затвор. Той е затворник в продължение на седем години, преди губернаторът Джон Петер Алтгелд да смекчи присъдата му през 1893 г. След прегледа на процеса му, на 26 юни 1893 г,
Той пише: „Насилието е едно нещо, а анархията друго [...] ние защитаваме използването на насилие срещу насилие, но само срещу насилие, но все пак само насилие като средство за необходима защита“.

## Хеймаркет
Вечерта на 4 май 1886 г. Шваб напуска офиса на „Арбайтерцайтунг“ и отива на срещата в Хеймаркет, за да се срещне със своя помощник-редактор Август Спайс. Тъй като не успява да го намери, той говори със своя зет Рудолф Шнаубелт, който по-късно е обвинен в хвърлянето на бомбата. Шваб твърди, че е бил в Хеймаркет не повече от 5 минути. След това той отивa да говори на работнически митинг в „Дийринг рийдър уорк“ на ъгъла на улиците Фулъртън и Клайбърн в Чикаго. Тук той остава, докато хвърлят бомбата, и накрая отива директно в дома си.

## Арест, процес, амнистия и живот след това
Шваб е арестуван с шестима други протестиращи от Хеймаркет, докато Албърт Парсънс излиза доброволно. На процеса той е обвинен и осъден на смърт заедно с другарите си, докато Оскар Нийбе е осъден на 15 години затвор. Шваб пише на губернатора на Илинойс Ричард Джеймс Огълсби за помилване и на 10 ноември 1887 г. Огълсби смекчава присъдата си, заедно с тази на Самюел Фийлдън, на доживотен затвор. Той е осъден за 6 години в затвора „Джолиет“, преди да бъде помилван заедно с другите двама обвиняеми от губернатора на Илинойс Джон Питър Алтгелд на 26 юни 1893 г. Михаел Шваб излиза от затвора и е реабилитиран. След освобождаването си той продължава да пише за „Арбайтер цайтунг“ и отваря магазин за обувки, който също продава и книги за изискванията на работниците, но здравето му е силно увредено от годините в затвора и бизнесът се проваля.
Михаел Шваб умира от респираторно заболяване, получено в затвора „Джолиет“ на 29 юни 1898 г. Погребан е в немското гробище Валдхайм заедно със седемте други чикагски мъченици.